# تل جمسی
تل جمسی مربوط به دوران‌های تاریخی پس از اسلام است و در شهرستان داراب، روستای جمسی در نزدیکی شهر تاریخی دارابگردواقع شده که بسیاری آن را به منظور پیدا کردن عتیقه مورد کنکاش قرار داده‌اند اما حاصلی نداشته و این اثر در تاریخ ۲۵ اسفند ۱۳۷۹ با شمارهٔ ثبت ۳۳۸۷ به‌عنوان یکی از آثار ملی ایران به ثبت رسیده است.